# Psetta
Genre
Psetta est un genre de poissons de la famille des Scophthalmidae. 
Ce genre est reconnu uniquement par ITIS (13 fev. 2016). FishBase (13 fev. 2016), World Register of Marine Species (13 fev. 2016) etc. considère ce genre comme synonyme de Scophthalmus Rafinesque, 1810.

## Liste des espèces
Selon ITIS (13 fev. 2016) :
- Psetta maeotica (Pallas, 1814)
- Psetta maxima (Linnaeus, 1758)